# Littlehampton

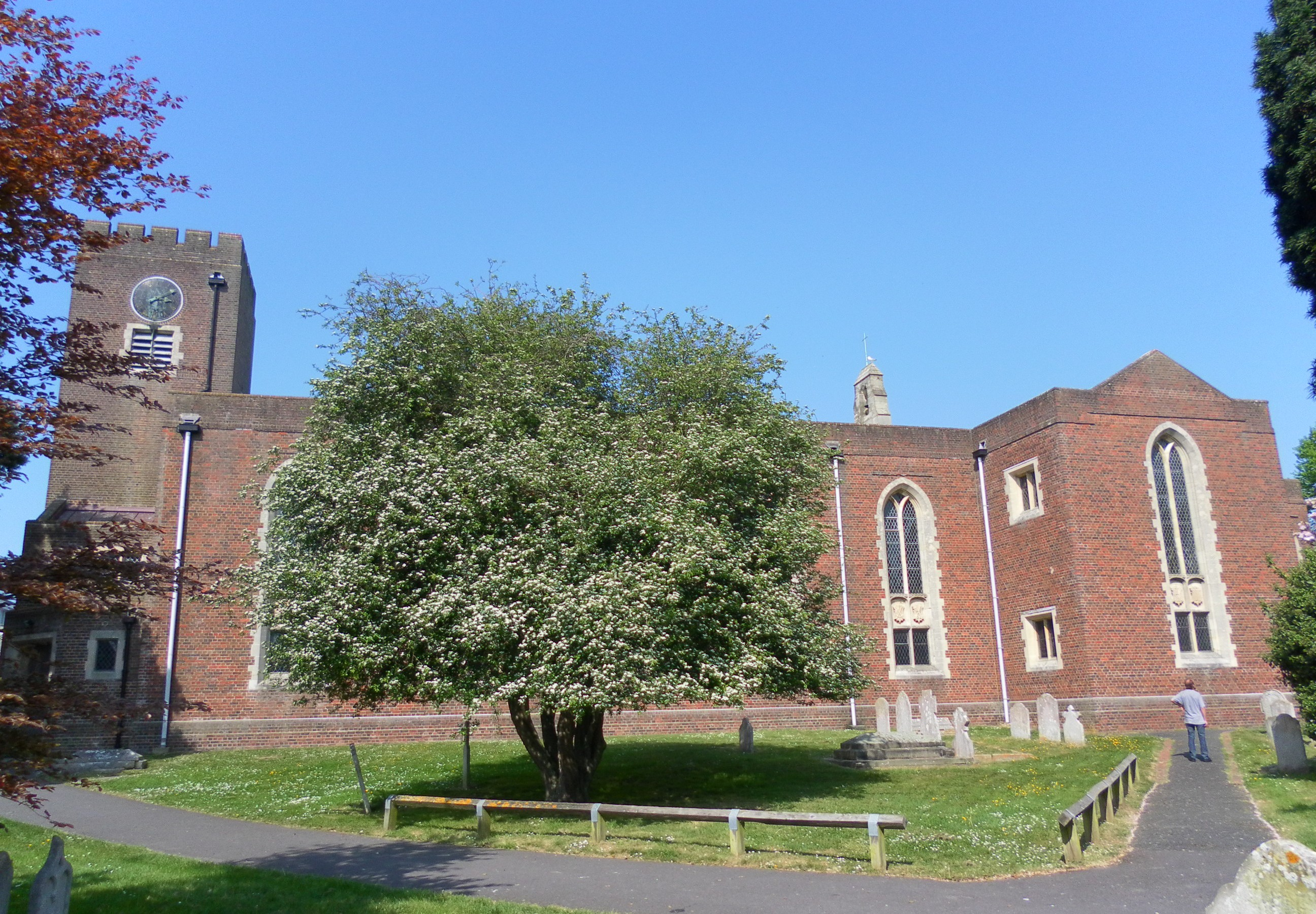
St Mary's Church.

Littlehampton är en stad och civil parish i grevskapet West Sussex i sydöstra England. Staden är huvudort i distriktet Arun och ligger vid floden Aruns mynning. Den är belägen cirka 28,5 kilometer väster om Brighton och cirka 17 kilometer öster om Chichester. Tätorten (built-up area) hade 19 065 invånare vid folkräkningen år 2021.
St Mary's Church är stadens anglikanska församlingskyrka.